# Pseudaneitea pallida
Pseudaneitea pallida är en snäckart som beskrevs av Frank Climo 1973. Pseudaneitea pallida ingår i släktet Pseudaneitea och familjen Athoracophoridae. Inga underarter finns listade i Catalogue of Life.